# 三上康明
三上 康明（みかみ やすあき）は、神奈川県出身のライトノベル作家。
2005年、集英社主催の第5回スーパーダッシュ小説新人賞において、『キセキ☆ラプソディ』が最終選考まで残り、これを加筆・修正した『ストーン ヒート クレイジー』でスーパーダッシュ文庫からデビュー。サラリーマンとの兼業作家であるが、かなりの速筆と評されている。

## 主な著作

### 小説
シリーズ以外の作品
- 『ストーン ヒート クレイジー』（2006年、スーパーダッシュ文庫）
- 『恋の話を、しようか』（2009年、ガガガ文庫）
- 『恋と選挙とチョコレート a novel』（2012年、監修：恋チョコ製作委員会、ガガガ文庫）
- 『勇者サマふたりめ。 ご依頼になった勇者は現在怪電波を受信しているか女の子成分が足りないため、冒険しません。』（2014年、スーパーダッシュ文庫）
- 『from Y to Y』（2014年、原作：ジミーサムP、一迅社）
- 『げほげほ、こほん。』（2020年、こどもノベル・プロジェクト（ヒーロー文庫公式Webサイト）[1]）※短編
- 『今宵はジビエを召し上がれ 函館のフレンチシェフは謎解きがお好き』（2020年、双葉文庫）

小説家になろう連載
- 『トレジャーハントに必要な、たった1つのきらめく才能』
- 『ダンジョン経営物語 〜 転生したWebディレクターによる迷宮プロデュース！』
- 『異世界釣り暮らし』（2017年、Dノベル）
- 『学園騎士のレベルアップ！ 〜 レベル1000超えの転生者、落ちこぼれクラスに入学。そして、』（2019年、ダッシュエックス文庫）
- 『察知されない最強職（）』
  - 『察知されない最強職（） 1』（2018年、ヒーロー文庫）
  - 『察知されない最強職（） 2』（2018年、ヒーロー文庫）
  - 『察知されない最強職（） 3』（2018年、ヒーロー文庫）
  - 『察知されない最強職（） 4』（2019年、ヒーロー文庫）
  - 『察知されない最強職（） 5』（2019年、ヒーロー文庫）
  - 『察知されない最強職（） 6』（2020年、ヒーロー文庫）
  - 『察知されない最強職（） 7』（2020年、ヒーロー文庫）
  - 『察知されない最強職（） 8』（2021年、ヒーロー文庫）
  - 『察知されない最強職（） 9』（2021年、ヒーロー文庫）
  - 『察知されない最強職（） 10』（2022年、ヒーロー文庫）
  - 『察知されない最強職（） 11』（2022年、ヒーロー文庫）
  - 『察知されない最強職（） 12』（2023年、ヒーロー文庫）
  - 『察知されない最強職（） 13』（2023年、ヒーロー文庫）
  - 『察知されない最強職（） 14』（2024年、ヒーロー文庫）
  - 『察知されない最強職（） 15』（2024年、ヒーロー文庫）
  - 『察知されない最強職（） 16』（2024年、ヒーロー文庫）
- 『限界超えの天賦（）は、転生者にしか扱えない －オーバーリミット・スキルホルダー－』
  - 『限界超えの天賦（）は、転生者にしか扱えない 1 －オーバーリミット・スキルホルダー－』（2020年、富士見ファンタジア文庫）
  - 『限界超えの天賦（）は、転生者にしか扱えない 2 －オーバーリミット・スキルホルダー－』（2021年、富士見ファンタジア文庫）
- 『裏庭ダンジョンで年収120億円』
  - 『裏庭の隠しダンジョンで『起業』し、年収120億円を達成するための戦略』（2022年、アース・スターノベル）
- 『メイドなら当然です。 〜 地味仕事をすべて引き受けていた万能メイドさん、濡れ衣を着せられたので旅に出ることにしました。』
  - 『メイドなら当然です。I 濡れ衣を着せられた万能メイドさんは旅に出ることにしました』（2022年、アース・スターノベル）
  - 『メイドなら当然です。II 濡れ衣を着せられた万能メイドさんは旅に出ることにしました』（2023年、アース・スターノベル）
  - 『メイドなら当然です。III 濡れ衣を着せられた万能メイドさんは旅に出ることにしました』（2023年、アース・スターノベル）
  - 『メイドなら当然です。IV 濡れ衣を着せられた万能メイドさんは旅に出ることにしました』（2023年、アース・スターノベル）
  - 『メイドなら当然です。V 濡れ衣を着せられた万能メイドさんは旅に出ることにしました』（2024年、アース・スターノベル）
  - 『メイドなら当然です。VI 濡れ衣を着せられた万能メイドさんは旅に出ることにしました』（2024年、アース・スターノベル）
- 『ダンジョンのUX、改善します！』（2025年、ブシロードノベル）

Mのフォークロア
- 『Mのフォークロア キュクノスの迷宮』（2007年、ガガガ文庫）
- 『Mのフォークロア（2） セレンディップの修学旅行』（2007年、ガガガ文庫）
- 『Mのフォークロア（3） ファウンダーの決意』（2008年、ガガガ文庫）

空トブ人ビト
- 『空トブ人ビト 青イロ発光ウサギ』（2007年、スーパーダッシュ文庫）
- 『空トブ人ビト ふたつめの至宝』（2008年、スーパーダッシュ文庫）

クラウン・フリント
- 『クラウン・フリント レンズと僕と死者の声』（2008年、ガガガ文庫）
- 『クラウン・フリント（2） 奇跡の歌を君に』（2009年、ガガガ文庫）
- 『クラウン・フリント（3） 七の強者』（2009年、ガガガ文庫）
- 『クラウン・フリント（4）さよなら、カレン』（2009年、ガガガ文庫）

えくそしすた！
- 『えくそしすた！』（2009年、ガガガ文庫）
- 『えくそしすた！ 2』（2010年、ガガガ文庫）
- 『えくそしすた！ 3』（2010年、ガガガ文庫）
- 『えくそしすた！ 4』（2010年、ガガガ文庫）
- 『えくそしすた！ 5』（2011年、ガガガ文庫）
- 『えくそしすた！ 6』（2011年、ガガガ文庫）

彼女に耳としっぽがついてる理由を説明できない。
- 『彼女に耳としっぽがついてる理由を説明できない。』（2011年、MF文庫J）
- 『彼女に耳としっぽがついてる理由を説明できない。2』（2011年、MF文庫J）
- 『彼女に耳としっぽがついてる理由を説明できない。3』（2011年、MF文庫J）
- 『彼女に耳としっぽがついてる理由を説明できない。4』（2012年、MF文庫J）

クライシス・ギア
- 『クライシス・ギア 緋剣のエージェント・九重慎』（2013年、スーパーダッシュ文庫）
- 『クライシス・ギア 2 沈鬱なる青』（2013年、スーパーダッシュ文庫）
- 『クライシス・ギア 3 修羅の分岐点』（2014年、スーパーダッシュ文庫）
- 『クライシス・ギア 4 運命の歯車』（2014年、スーパーダッシュ文庫）
- 『クライシス・ギア 5 真相、そして』（2014年、スーパーダッシュ文庫）

東京戦厄高校第72討伐班
- 『東京戦厄高校第72討伐班』（2015年、ダッシュエックス文庫）
- 『東京戦厄高校第72討伐班 2』（2015年、ダッシュエックス文庫）
- 『東京戦厄高校第72討伐班 3』（2016年、ダッシュエックス文庫）

### オーディオブック専用シナリオ
- そらのおしごと side“STARS”（2016年、キャラアニ） - 声. 高森奈津美、大地葉、小松未可子[2]